# Victor Ramahatra
Victor Ramahatra (Antananarivo, 6 settembre 1945) è un politico e militare malgascio.
È stato Primo ministro del Madagascar dal 12 febbraio 1988 all'8 agosto 1991.
Dal giugno all'ottobre 2002 è stato in prigione per un presunto coinvolgimento in un complotto mirato all'assassinio del Presidente Marc Ravalomanana.